# Vladislav I Herman
Vladislaw I Herman, född omkring 1043 i Polen, död 4 juni 1102, var furste av Polen från 1079 till sin död. 

## Biografi
Han var son till Kasimir I av Polen och Dobronega av Kiev, och gifte sig första gången omkring 1080 med Judith av Böhmen, samt andra gången omkring 1089 med Judith Maria av Franken.

## Barn
Med Judith av Böhmen:
- Boleslaw III, född ca 1086, död 1138; gift 1103 med Zbyslawa av Kiev.

Med Judith Maria av Franken: 
- en dotter, född efter 1088; gift före 1108 med Jaroslaw I, furste av Vladimir, död 1123.
- Agnes, född ca 1090, död ca 1126/27; abbedissa i Gandersheim 1111/12, sedan i Quedlingburg.
- Adelajda, född 1090/91, död 1127; gift före 1118 med Dietpold III, greve av Vohburg, markgreve av Nordgau, död 1146.